# 超能幹探SuperCop
《超能幹探SuperCop》（英語：Top Cop）是香港電視廣播有限公司的時裝警匪電視劇，監製梁家樹，由劉錫明、郭晉安、林穎嫻、彭家麗、朱江、陳嘉輝、谷峰、王龍威、蘇杏璇等主演，此劇曾於1995年於翡翠台、2013年5月20日至6月14日在TVB星河頻道重播及由2018年5月31日起逢星期一至五於TVB經典台重播。

## 故事簡介
方志強（劉錫明飾）和陳一賢（郭晉安飾）在公屋一起長大，從小玩到大的朋友，因為志強擁有超能力，而惹起一賢羨慕又妒忌，長大後他們一起投考警察，一次晉升的機會，他們各自入了不同的部門。阮雯（林穎嫻飾）卻周旋在志強和一賢的關係中。
志強與一賢所屬的部門間有很大的利益衝突，而令他們不知不覺間各走極端，關係破裂。此時，一樁的劫案改變了一賢的命運，他遇上了擁有特異功能的犯人，為了像志強一樣擁有超能力，一賢不惜一切與犯人交換條件，甘願做黑警，以換取犯人教他特異功能超霸氣功。
後來一賢是黑警的秘密被揭穿後，志強和一賢關係惡化，一賢不惜一切用特異功能來殺人，而成為極度危險的通緝犯。

## 演員表

### 方家
| 演員   | 角色   | 關係/暱稱                                                                 |
| 黎 宣  | 何帶南 | 方志強外婆 關靜紅老媽 曾因為一時糊塗搶劫坐牢                                |
| 蘇杏璇 | 關靜紅 | 方強母 曾因為一時糊塗搶劫坐牢                                             |
| 劉錫明 | 方強   | 阿 強，香港警察 有超能力（超心波效應） 阮雯男友 馬鳳兒單戀對象 陳一賢好友 |
| 林穎嫻 | 阮 雯  | 方志強女友 陳一賢前女友                                                     |

### 陳家
| 演員   | 角色   | 關係/暱稱                                                                    |
| 黃一飛 | 陳 錦  | 陳一賢爸 好賭成性 被陳一賢所殺                                               |
| 廖麗麗 | 陳 媽  | 陳一賢母 久病纏身 陳一賢無意間用超能力讓她安樂死                             |
| 郭晉安 | 陳一賢 | 阿賢 香港警察 有超能力（超體能力） 阮雯前男友 馬鳳兒前男友 方志強好友 犯案無數 |
| 林正峰 | 陳 弟  | 陳一賢弟弟 好人                                                              |

### 警察
| 演員   | 角色    | 關係/暱稱                                                 |
| 談泉慶 | 何天凡  | 警司，恊助方志強對抗陳一賢                                |
| 朱 江  | 梁 中   | 師 傅，香港高級督察 能力很強 方強師傅 因公殉職            |
| 江 毅  | 周 同   | 無敵鐵探長 辦案機器 破案無數 後來被石龍嚇瘋了             |
| 麥皓為 | 大懲罰  | 督察 對抗陳一賢SuperCop小組成員之一                       |
| 焦 雄  | 卸 膊   | 普通警察 對抗陳一賢SuperCop小組成員之一                   |
| 梁建平 | 雷 波   | 大師兄 ， CID 後移民加拿大 對抗陳一賢SuperCop小組成員之一 |
| 何浩源 | 李偉豪  | 二哥，CID(因公殉職)                                       |
| 葉振聲 | 何展祥  | 三哥，CID(因公殉職)                                       |
| 林家棟 | FRANKIE | CID(因公殉職)                                             |
| 王維德 | RICKY   | CID(因公殉職)                                             |
| 李煌生 | JOE     | CID(因公殉職)                                             |

### 公安
| 演員   | 角色  | 關係/暱稱                                                             |
| 谷 峰  | 沈 節 | 瓜子佬，內地公安 擁有天生超能力 方志強師傅 後期下半身瘫痪兼失去超能力 |
| 王龍威 | 石 龍 | 心魔 內地超能力者(超體能力) 陳一賢師傅 被陳一賢殺死                   |

### 其他
| 演員   | 角色   | 關係/暱稱                                                            |
| 彭家麗 | 馬鳳兒 | 鳳 兒 單戀方強 陳一賢前女友 被陳一賢害死                             |
| 江 漢  | 梁乃款 | 款爺 香港黑社會富豪 後來終於被抓 和他有關係的牽連甚廣 陳一賢合作對象 |
| 林尚武 | 馮英九 | 錦毛鼠 大太監 製作威脅款爺的葵花寶典想要藉此賺錢 最後功敗垂成自殺    |
| 河國榮 | 戴維斯 | 英國人 電腦奇才                                                      |

- 黃文標 飾 貴利甲
- 郭卓樺 飾 貴利乙
- 黃振寧 飾 貴利丙
- 羅　維 飾 貴利丁
- 林嘉麗 飾 珠
- 劉桂芳 飾 傳呼台組員
- 林劍峰 飾 陳家樹
- 陳曉雲 飾 傳呼台接待員
- 羅　莽 飾 李家強（大雞）
- 黃瑋琳 飾 李家華（細雞）
- 陳嘉輝 飾 張四寶
- 廖麗麗 飾 張家鈴
- 曾令茵 飾 靚　女
- 劉煒全 飾 CID甲
- 何壁堅 飾 黑社會大叔
- 鄭家生 飾 冷　血
- 彭鎮南 飾 江文華
- 馮瑞珍 飾 笑婆婆
- 麥子雲 飾 光
- 王啟德 飾 款爺保鏢
- 郭城俊 飾 款爺保鏢
- 鄭　莊 飾 女殺手
- 虞天偉 飾 白粉平
- 陳均榕 飾 陳兆宗
- 葉子華 飾 黑社會人物
- 鄭繼宗 飾 黑社會人物
- 博　君 飾 金牙七
- 鄭　雷 飾 嚴伯之
- 游　颷 飾 田中伏虎
- 李衛民 飾 張義雄
- 許實賢 飾 蒲光宗
- 謝月美 飾 謝師奶
- 呂劍光 飾 關神父
- 區　嶽 飾 鐵　叔
- 戴少民 飾 醫　生
- 王偉樑 飾 CID甲
- 鄭君寧 飾 CID乙
- 鄧汝超 飾 TONY
- 黃建峰 飾 JOHN
- 方　傑 飾 馮內希
- 凌　漢 飾 王　伯
- 方藹鈴 飾 周師奶